# Marc Herman
Pour les articles homonymes, voir Herman.
 (mai 2016).
Si vous disposez d'ouvrages ou d'articles de référence ou si vous connaissez des sites web de qualité traitant du thème abordé ici, merci de compléter l'article en donnant les références utiles à sa vérifiabilité et en les liant à la section « Notes et références ».
Marc Herman, de son vrai nom Marc Maloens, est un humoriste belge né en 1947 à Louvain.

## Biographie

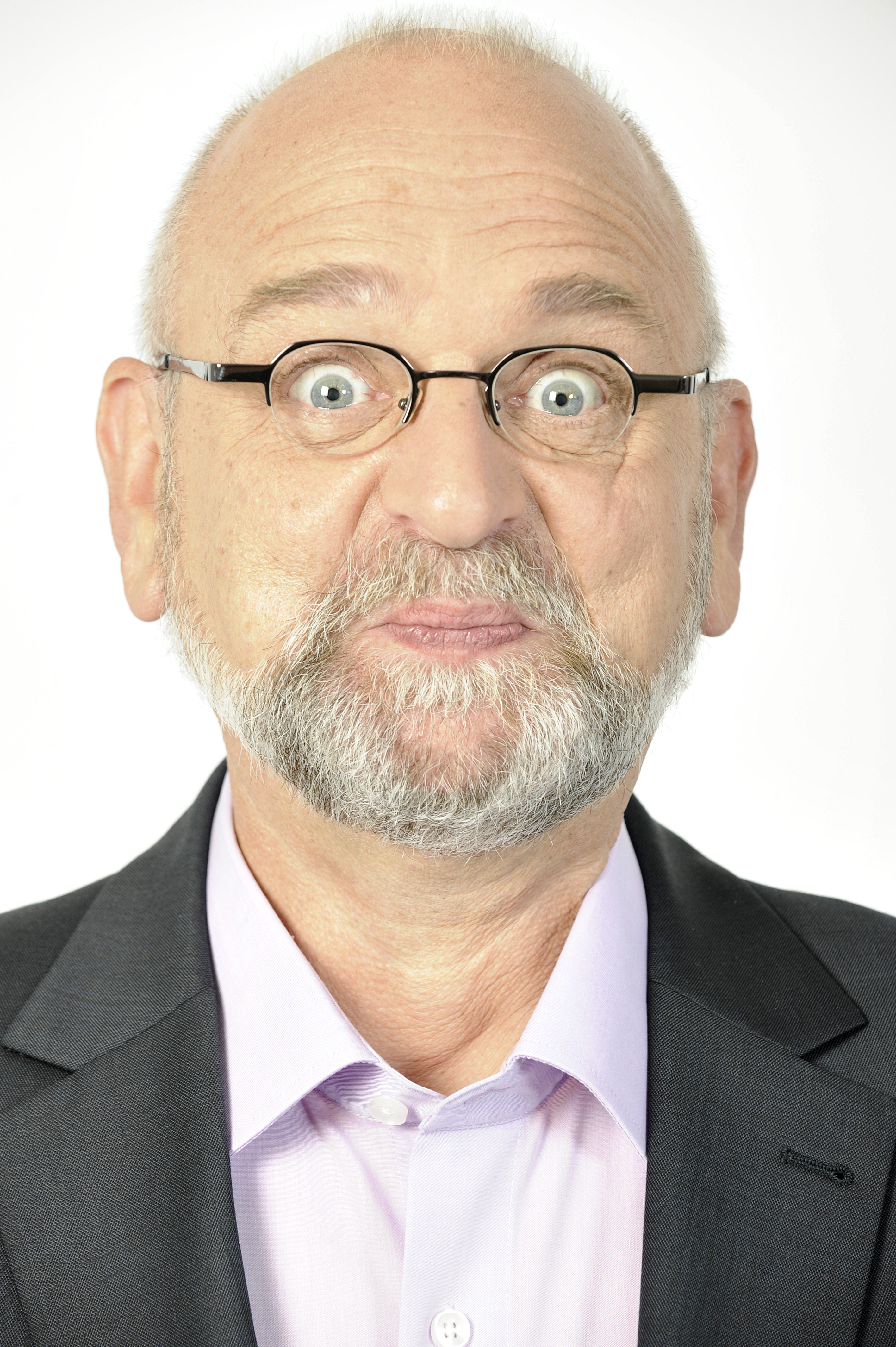
Marc Herman

## Carrière
Depuis 1981, c'est dans les émissions télé comme « Le festival international du rire de Rochefort » (RTBF), « Zygomaticorama » (RTBF), « La Classe » (FR3), « Y en aura pour tout le monde » (RTL-TVI) ou encore « Bon week-end » (RTBF), que le spectateur francophone découvre ses talents.
En 1997, il adopte le style stand-up et incarne un flamand débonnaire et un peu maladroit qui nous raconte le quotidien du commun des mortels, mais qui, vécu par l'humoriste, se transforme en sketches. Pour ce rôle, il utilise le nom de Luc Dierrieckx. Il a adopté pour ce spectacle un très fort accent flamand, accent qu'il conservera toujours un peu dans les Stuuût suivant mais de moins en moins prononcé. Au fil des Stuuût, il passe du personnage un peu stupide en quelqu'un de simple, honnête, plus proche de la moyenne, allant jusqu'à mettre dans certaines compilations de Stuuût Raoul à sa place en tant qu'acteur dans certain sketch (notamment la leçon de tennis, ou encore les vacances au ski du Stuuût 2, ou bien la machine à laver en panne dans le premier spectacle).
En 1998, il participe au single Le Bal des gueux d'Alec Mansion au profit de l’Opération Thermos, qui distribue des repas pour les sans-abris, dans les gares. Cette chanson est interprétée par trente-huit artistes et personnalités dont Toots Thielemans, Stéphane Steeman, Marylène, Armelle, Jacques Bredael, Lou, Alec Mansion, Muriel Dacq, les frères Taloche, Morgane, Nathalie Pâque, Frédéric Etherlinck, Richard Ruben, Christian Vidal, Marc Herman, Jeff Bodart, Jean-Luc Fonck, Benny B et Daddy K.
Ses personnages récurrents sont sa femme Wolleke et son beau-frère Raoul ainsi que son épouse Roseline. À partir du Stuuût 6, un autre personnage apparait, le frère de Raoul appelé Rahoul. Dans son premier spectacle, apparaîtra aussi Sacha.

## Les «Stuuût»

### Les personnages principaux
- Luc Dierrieckx / Marc Herman : dans le premier Stuuût il se faisait appeler Luc Dierrieckx (même personnage qu'il jouait pour les pièges de TV Tor avant de partir à la RTBF pour son premier Stuuût). Dans les suivants il se fera appeler des deux façons.
- Madeleine (« Wolleke ») : épouse de Marc.
- Raoul : son beau-frère, imbécile, gentil et toujours prêt à rendre service. Il a une place très importante dans les spectacles.
- Roseline : épouse de Raoul et demi sœur de Wolleke, acariâtre, radine, de mauvaise foi et violente.
- La mère de Roseline (pas de prénom) : elle est pire que Roseline. Raoul et Roseline habitaient chez elle au début de leur mariage.
- Rahoul : frère de Raoul. Le « H » a été ajouté au moment où il fallait déclarer à la commune pour ne pas confondre avec son grand frère. Oralement il se fait appeler « Rachoul ». Il est la copie conforme de Raoul.
- Irène : épouse de Rahoul, très gentille mais aussi bête que les deux frères. On ne sait pas pourquoi tout le monde l'appelle Loulou.
- Blacky : le chien de Marc et Wolleke de couleur blanche.
- Bomama : la grand-mère de Wolleke, énergique et ayant le sens de l'humour.
- Alfred (Beau-papa) : époux de Bomama mort il y a longtemps.
- Georges : un oncle à Marc ayant le sens de l'humour.
- Le patron de Tv Tor (pas de prénom) : chaine télévisée locale et fictive en Flandre dont Luc Dierrieckx est le seul employé.
- Tarasba : le chat, appelé autrefois Tarass Boulba et changé en Tarasba depuis sa castration.
- Corniche : le deuxième chat de Marc.
- Pomme : le chat de Raoul et Roseline. Appelé « Compote » à cause de la chatière que Raoul a installé dans son appartement au sixième étage. (ce dernier l'a emprunté pour sortir)
- Willy Hams : un voisin de Marc alcoolique appelé Williams à cause de la Poire Williams dont il est accro. Il est devenu davantage alcoolique à cause de la mort d'un ami.
- Sacha : personnage malchanceux dans le Stuuût 1.

## Spectacles
Depuis 1981, il a écrit et joué 35 spectacles, dont 10 ont été diffusés sur la RTBF et 18 sur RTL-TVI, et trois pièces de théâtre. Il passa d'abord sur les chaines françaises avec l'émission La Classe et participe à des émissions sur RTL Il y en aura pour tout le monde ou il organise des fausses interviews. En 1996, il quitte RTL pour aller à la RTBF où là il fera partie de l'émission Bon Week End, et y produit son premier Stuuût sur le même plateau de l'émission. Les autres spectacles s’enchaînent à une fréquence assez limitée, le 2 en 1999, le 3 en 2002, le 4 en 2006 et le 5 en 2009 (entre les deux il crée deux pièces de théâtre). En 2010 il retourne à RTL-TVI et sort le Stuuût 6 en octobre. En trois ans, il a produit dix nouveaux stuuût et trois best of. Il laisse parfois de côté la numérotation systématique des spectacles Stuuût pour certain thèmes abordé avec Raoul et le reste de sa famille, (un rallye dans le Stutuuût, le camping dans Raoul au Camping) ou bien en diversifiant simplement le titre du spectacle (Raoulade et Riettes).

### One Man Show divers
1. la Comiquaudiovisuelitérapie (1981)
2. Pain Perdu (1989)
3. Tout terrain (1991)
4. Un Carton (1995)
5. Flash back (2001) diff RTBF (2001)

### Stuuût
1. Le Stuuût (1997) diff RTBF (1998)
2. Le "Stuuût 2 (1999) diff RTBF (2000)
3. Le Stuuût Roi (2002)diff RTBF (2003)
4. Le Meilleur des stuuût (2004) diff RTBF (2005)
5. Le Stuuût K4T (2005) diff RTBF (2006)
6. Le Bestuuût 2008 diff RTBF (2008)
7. Le Stuuût 5 (2008) diff RTBF (2009)
8. Le Sixième sens (2010) (Stuuût 6) diff RTL-TVI (03/10/2010)
9. 30 ans (2010) diff RTL-TVI (28/12/2010)
10. Le Stuuût 007 (2011) diff RTL-TVI(25/04/2011)
11. J'ai 8 dire (2011) (Stuuût 8) diff RTL-TVI (19/06/2011)
12. Raoulades et Ri-ettes (2011) diff RTL-TVI (30/10/2011)
13. Le Bestuuût 2011 (2011) diff RTL-TVI (24/12/2011)
14. Un 9 à peler (2012) (Stuuût 9) diff RTL-TVI(25/03/2012)
15. Le Stuuût X (2012) (Stuuût 10) diff RTL-TVI (03/06/2012)
16. 11 saura tout (2012) (Stuuût 11) diff RTL-TVI (18/11/2012)
17. Les 12 coups (2012) (Stuuût 12) diff RTL-TVI (26/12/2012)
18. Le Top des Stuuût (2013) diff RTL-TVI (10/03/2013)
19. Le Stut-uût (2013) diff RTL-TVI (16/06/2013)
20. Pas de st'13 en 2013 (2013) non diffusé
21. Raoul au camping (2013) diff RTL-TVI (14/12/2013)
22. Raoul fait la fête (2013) diff RTL-TVI (31/12/2013)
23. Raoul se soigne (2014) diff RTL-TVI (20/04/2014)
24. Raoul est dans le pré (2014) diff RTL-TVI (05/10/2014)
25. Sketchup & Mayo (2014) diff RTL-TVI (21/12/2014)
26. Le Monde est Stuuût (2015) diff RTL-TVI (12/04/2015)
27. Oui mais Non (2017) non diffusé
28. Antemortem (2023) non diffusé

### Théâtre
1. L'Alarme Fatale (2005) diff RTBF (2005)
2. On s'organise (2007) diff RTBF (2007)
3. Apocalypse ? Non ! (2024) non diffusé

## Filmographie
- Pom le Poulain d'Olivier Ringer (2007)
- Bienvenue à Laekenland (2011)
- Les oiseaux de Passage d'Olivier Ringer (2015)

## Internet
1. Ce Sera Tout ? (31/05/2018) diff TMS [1]

## Distinctions honorifiques
- 2002 :  Chevalier de l'ordre de la Couronne [2]
- 2006 : Citoyen d'honneur de la ville de Rochefort
- 2009 : Médaille d'or au salon des inventeurs pour son  jeu "SPIKIT"